# Riblet

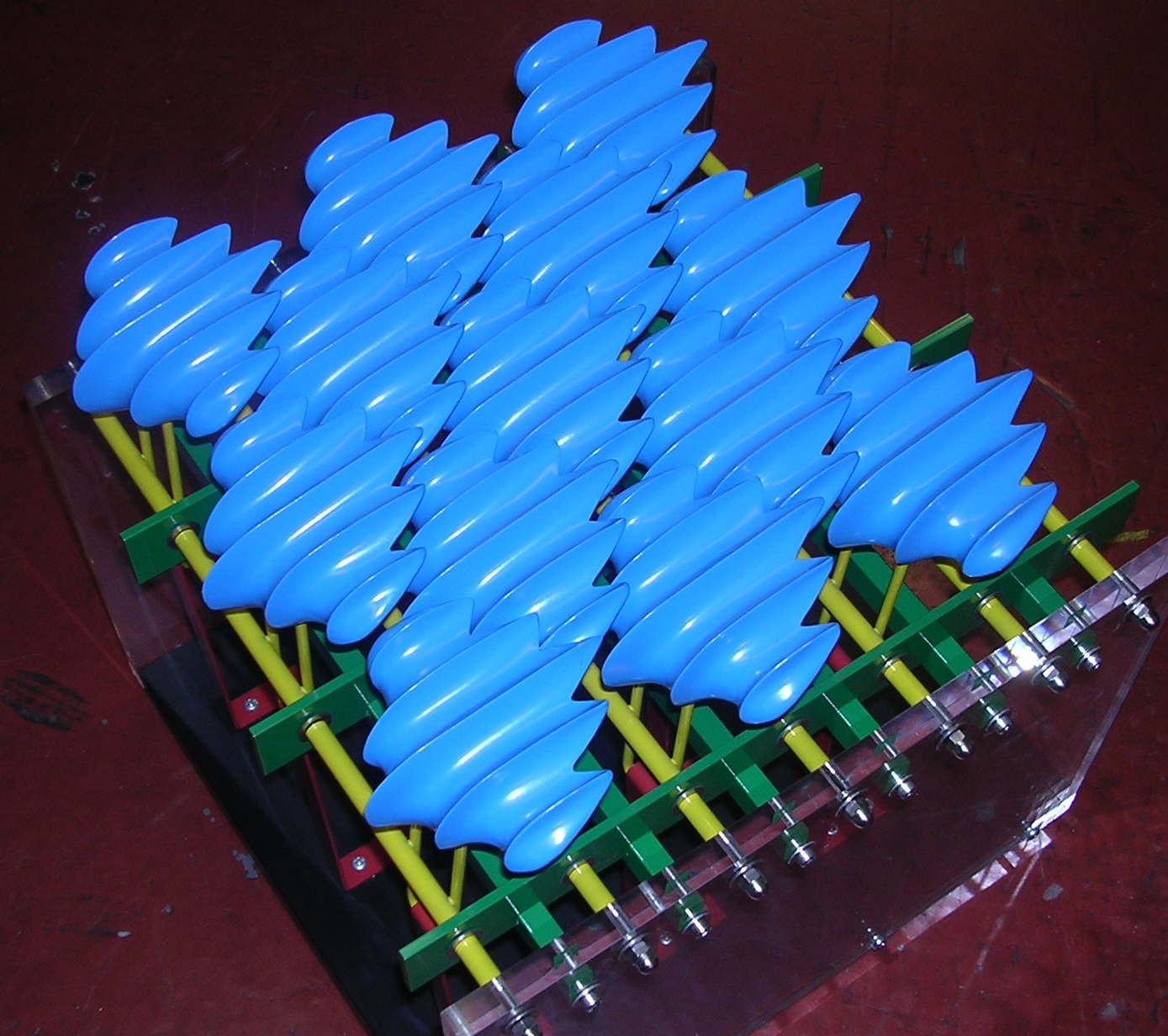
Stark vergrößertes Modell einer Haifischhaut. Die Schuppen (blau) tragen scharfe Rippen, die den widerstandsvermindernden Effekt bewirken

Riblets sind eine Oberflächengeometrie, die eine Verminderung des Reibungswiderstands auf turbulent überströmten Oberflächen bewirken. Es handelt sich bei dieser Oberflächengeometrie um feine Rippen, die eine sehr scharfe Spitze haben. Die Längsachse der Rippen liegt dabei in Strömungsrichtung. Die Bezeichnung ist aus dem englischen Wort für Rippel entlehnt.
Derartige Riblets wurden auf den Schuppen schnell schwimmender Haie gefunden.

## Hintergrund
In der Strömungsmechanik, die ein Untergebiet der Physik darstellt, werden zwei unterschiedliche Strömungsformen unterschieden: Die laminare und die turbulente Strömung.
Die meisten Strömungen, die bei technischen Anwendungen auftreten, sind turbulent. Sie weisen in der Regel höhere Reibungsverluste auf als laminare Strömungen, was sich durch Impulstransport quer zur Hauptströmungsrichtung in der (hydrodynamischen) Grenzschicht erklären lässt. Die Strömung unmittelbar an der überströmten Oberfläche wird durch Wirbelstrukturen dominiert, die energiereiches Fluid an die Wandoberfläche transportieren und dadurch eine erhöhte Wandreibung verursachen.
Die feinen Rillen auf den Haifischschuppen (und auf der künstlichen Haifischhaut) behindern die Querbewegungen der Wirbel in der turbulenten Strömung. Auf diese Weise lässt sich die Wandreibung im Laborexperiment um bis zu 10 % vermindern, in technischen Anwendungen werden Widerstandsverminderungen um ca. 8 % erreicht.
Da die Rillen auf dieser widerstandsvermindernden Oberfläche sehr klein sind (die Rillenweite beträgt ca. 0,1 mm) sind, werden sie von der Strömung nicht als rau „wahrgenommen“. Diese Eigenschaft funktioniert jedoch nur in einem bestimmten Geschwindigkeitsbereich, deshalb muss die Rillenoberfläche für jede Anwendung speziell ausgelegt werden. Es kann also nicht einfach eine vorhandene Rillenfolie für eine beliebige Anwendung verwendet werden.

## Anwendungsbereich
Um den Widerstand eines Fahrzeuges mit einer Rillenoberfläche wirksam zu vermindern, muss der Anteil der Wandreibung am Strömungswiderstand groß sein. Dieser Anteil liegt bei Rohrleitungen bei 100 %, bei Fahrzeugen wie Flugzeugen, Schiffen und U-Booten jedoch darunter. Bei Kraftfahrzeugen dominieren Turbulenzen den aerodynamischen Gesamtwiderstand.
Doch nicht nur im Transportwesen finden die mikrostrukturierte Oberflächen Anwendung, sondern auch und vor allem in der Industrie (zum Beispiel bei Turbinen oder Pumpen), in der Windkraft, bei Haushaltsgeräten oder im Sport.
Eine derartige Oberfläche wird entweder durch Aufkleben entsprechend gerippter Riblet-Folien, durch Lackierung (mit Einprägung der Struktur vor der Lackhärtung mit UV-Licht) oder durch das direkte Lasern in die Oberfläche zustande gebracht. Der luftwiderstandsmindernde Effekt ist belegt, allerdings war bisher der Aufwand zur Aufbringung der Oberflächenstruktur sehr hoch. Die Lufthansa Technik und BASF haben 2021 in Pressemitteilungen die gemeinsam zur Serienreife entwickelte kostengünstige Folie AeroSHARK vorgestellt, mit der ab 2022 die B777 Frachter von Lufthansa Cargo ausgerüstet werden.

## Forschung
Die Nutzung kleiner Rippen wurde seit Beginn der 1980er Jahre mit dem Ziel untersucht und optimiert, den Treibstoffverbrauch von Langstreckenflugzeugen zu vermindern. Die Forschung an widerstandsvermindernden Riblet-Strukturen hat zwei Wurzeln. In Anbetracht der steigenden Ölpreise durch die Ölkrisen im letzten Jahrhundert wurden im Rahmen von US-amerikanischen Forschungsaktivitäten zur Treibstoffeinsparung durch Beeinflussung der turbulenten Reibung kleine Rillenstrukturen, den Riblets entwickelt. Gleichzeitig wurde in Deutschland durch Beobachtungen von kleinen scharfen Rillen auf Schuppen fossiler Haie Strömungsexperimente motiviert, um deren Eigenschaften zu klären.
Die Abmessungen dieser feinen, parallel zur Strömungsrichtung angeordneten Rillen hängen von der Geschwindigkeit und der Viskosität des Mediums ab. Für Verkehrsflugzeuge ergeben sich Abstände zwischen 30 µm und 100 µm.
Wegen des Potentials, vor allem in den Bereichen von Transport & Mobilität, sowie der Industrie, das Riblet-Oberflächen mit sich bringen, ist man an einer intensiven Forschung rund um deren Anwendungsbereich und stetigen Verbesserung bemüht. Einige dieser Forschungsprojekte sind Folgende:
- Riblet4Wind
- ReSiSTant (kurz für: Large Riblet Surface with Super Hardness, Mechanical and Temperature Resistance by Nano Functionalization)
- RiSPECT (kurz für: Riblet Inspection and Efficiency Assessment Technology)
- Calamari (kurz für: Coated riblets with antifouling effect for maritime applications)

## Fachbeiträge
- „Drag and Heat Transfer on Surfaces With Small Longitudinal Fins“ Walsh, M.J. and Weinstein, L. M., AIAA Paper 78-1161, AIAA 11th Fluid and Plasma Dynamics Conference, Seattle, Wash., July 10-12, 1978
- „Hydrodynamics of the squamation in fast swimming sharks.“ Reif, W. E., and A. Dinkelacker. Neues Jahrbuch für Geologie und Paläontologie-Abhandlungen (1982): 184-187.
- „Experimentelle Untersuchung der turbulenten Strömung in glatten und längsgerillten Rohren“ Nitschke-Kowsky, Petra. Max-Planck-Inst. für Strömungsforschung, 1983
- „Experiments with three-dimensional riblets as an idealized model of shark skin“ Bechert, D. W., Bruse, M., & Hage, W. . Experiments in fluids, 28(5), 403-412.(2000)
- „Herstellung und Anwendung von mikro- und nanostrukturierten bionischen Oberflächen - Möglichkeiten und Herausforderungen“ - bionic surface technologies GmbH beim 4. Weizer Nano Business Talk, Weiz, 11. November 2010
- „Laminare und turbulente Strömungssysteme. Flow und Chaos“ - bionic surface technologies GmbH bei Salzburger Dialoge 2011 zur Biokommunikation, Salzburg, 25. März 2011
- „Development and Usage of micro- and nanostructured bionic surfaces“ - bionic surface technologies GmbH bei Nano and Photonics 2011, Mauterndorf, 17. März 2011
- „Strömungsoptimierung durch mikrostrukturierte Oberflächen im Eisenbahnwesen, Darstellung von Möglichkeiten und Anforderungen bei Hochgeschwindigkeitszügen“ - bionic surface technologies GmbH beim 40th Conference on Modern Rolling Stock, Graz, 14. September 2011
- „Riblets - Praktische Anwendungen und Möglichkeiten“  - bionic surface technologies GmbH bei Fachtagung „HAI-TECH“ Bundesministerium für Wirtschaft und Technologie, Berlin, 8. Mai 2012
- „Funktionalität, Nutzen und Anwendung von mikro- und nanostrukturierten Oberflächen zur Reibungsverminderung“ - bionic surface technologies GmbH bei OPEN MATERIALS, Leoben, 25. März 2013
- „Flow optimization by microstructured surfaces - identification of opportunities and requirements“ - bionic surface technologies GmbH beim 10. Werkstoffkongress, Next Generation of Materials and Devices from Bioinspiration, Leoben, 25. Juni 2013
- „Ist die Steigerung der Effizienz von WEA durch strömungsoptimierte Beschichtung möglich“ -  bionic surface technologies GmbH beim 4. VDI Fachkonferenz, Rotor und Rotorblätter von Windenergieanlagen, Bremen, 21. Mai 2014
- „Riblet Surfaces and Their Usage in Aviation - New Insights and Latest Applications“ - bionic surface technologies GmbH bei AoreDef Manufacturing 2018, Long Beach, 04.2018
- „Testbench for Riblet Surfaces in Aviation - Experimental and numerical investigation of the reduction in skin friction due to Riblets applied on the surface of a Taylor-Couette cell“ - bionic surface technologies GmbH bei IntAIRcoat 2019
- „Experimental and numerical investigation of the reduction in skin friction due to riblets applied on the surface of a Taylor-Couette cell“ - bionic surface technologies GmbH bei AIAA SciTech Forum and Exposition 2019, Kalifornien, 7. Januar 2019
- „Nano- and microstructured Riblet surfaces for centrifugal industrial compressors“ - bionic surface technologies GmbH bei SUPEHR 2019, 4. September 2019
- „Riblet surfaces for improvement of efficiency of wind turbines“ - bionic surface technologies GmbH bei AIAA Scitech Forum and Exposition 2020, Florida, 6. Januar 2020
- „Numerical investigation of optimal Riblet size for TCF strut flow and their impact on performance“ - bionic surface technologies GmbH bei AIAA Scitech Forum and Exposition 2020
- „30 Jahre Riblet-Forschung am Berliner Ölkanal des DLR“ Hage, W. Deutscher Luft- und Raumfahrtkongress, Dresden 2022 https://doi.org/10.25967/570123